# 研究開発支援総合ディレクトリ
研究開発支援総合ディレクトリ（けんきゅうかいはつしえんそうごうディレクトリ）とは、独立行政法人科学技術振興機構が運営していた、研究者情報等に関するデータベースである。英訳を「Directory Databace Research and Development Activities」とし、頭文字をとって「ReaD」という通称で呼ばれた。
1998年（平成10年）8月より公開され、2007年（平成19年）1月にリニューアル、「科学技術情報連携活用推進事業」に再編され、科学技術総合リンクセンター (J-GLOBAL)の一部に組込まれて表示できるようになった。
検索できた項目は、以下の四つである。
- 研究機関 - 約2200機関
- 研究者 - 約20万人
- 研究課題 - 約5万8000件
- 研究資源 - 約3500件

研究者については約二十万人の情報を集め、この四つのなかでも特に活用されていた。

## Researchmapとの統合
日本の研究者情報のデータベースとしては他にも、情報・システム研究機構国立情報学研究所が運営するResearchmapがある。情報・システム研究機構と科学技術振興機構は2011年にResearchmapとReaDを統合することで合意し、「ReaD & Researchmap」として11月にサービス提供が開始され、これに伴い、ReaDの更新機能は9月1日より停止した。